# Anderson Heights
Anderson Heights es un altiplano antártico de 13 km de largo x 11 km de ancho con una elevación aproximada de 2.400 m s. n. m. Está situado entre los montes Bennett y Butters en la parte oriental de los montes Bush, dependencia de Ross.
Fue descubierto y fotografiado por la Armada de los Estados Unidos durante la Operación Highjump el 16 de febrero de 1947. 
Recibe el nombre del Teniente George H. Anderson, quien fuera piloto de la Armada estadounidense del vuelo 8 del Little America en su expedición al polo sur.